# Cecil R. King

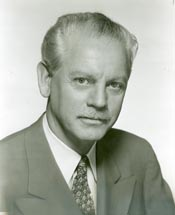
Cecil R. King

Cecil Rhodes King (* 13. Januar 1898 in Fort Niagara, New York; † 17. März 1974 in Inglewood, Kalifornien) war ein US-amerikanischer Politiker. Zwischen 1942 und 1969 vertrat er den Bundesstaat Kalifornien im US-Repräsentantenhaus.

## Werdegang
Im Jahr 1908 kam Cecil King nach Los Angeles, wo er die öffentlichen Schulen besuchte. Während des Ersten Weltkrieges diente er in den Jahren 1917 und 1918 in der US Army. Danach war er zwischen 1919 und 1942 in Südkalifornien als privater Geschäftsmann tätig. Gleichzeitig schlug er als Mitglied der Demokratischen Partei eine politische Laufbahn ein. Zwischen 1932 und 1942 gehörte er der California State Assembly an.
Nach dem Tod des Abgeordneten Lee E. Geyer wurde King bei der fälligen Nachwahl für den 17. Sitz von Kalifornien als dessen Nachfolger in das US-Repräsentantenhaus in Washington, D.C. gewählt, wo er am 25. August 1942 sein neues Mandat antrat. Nach 13 Wiederwahlen konnte er bis zum 3. Januar 1969 im Kongress verbleiben. In seine Zeit im Kongress fielen das Ende des Zweiten Weltkrieges, der Beginn des Kalten Krieges, der Koreakrieg und innenpolitisch die Bürgerrechtsbewegung. Außerdem begann damals der Vietnamkrieg. In zwölf Legislaturperioden gehörte King dem Committee on Ways and Means an. In den Jahren 1940 und 1944 war er Delegierter zu den jeweiligen Democratic National Conventions, auf denen jeweils Präsident Franklin D. Roosevelt zur Wiederwahl nominiert wurde.
1968 verzichtete Cecil King auf eine weitere Kandidatur. Nach dem Ende seiner Zeit im US-Repräsentantenhaus zog er sich in den Ruhestand zurück. Er starb am 17. März 1974 an einem Schlaganfall in einem Pflegeheim in Inglewood.